# اتوآنتی‌بادی
اتوآنتی‌بادی یک آنتی‌بادی است که توسط سیستم ایمنی ساخته شده و علیه یکی یا چند مورد از پروتئین‌های خودی هدف‌گیری شده است. بسیاری از بیماری‌های خودایمن، همچون لوپوس اریترماتوز به علت اتوآنتی‌بادی‌ها ایجاد می‌شوند.